# Pratyekabuddha
Con il termine sanscrito Pratyekabuddha (Buddha da sé, pāli pacekkabuddha) si intende nel Buddismo colui che raggiunge il nirvāṇa, e quindi la bodhi, da solo, senza aver incontrato un buddha o un  maestro spirituale. Egli non è tuttavia in grado di insegnare il Dharma agli altri esseri senzienti.
Per raggiungere il nirvāṇa, il pratyekabuddha deve comprendere profondamente la Coproduzione condizionata che genera la dimensione del saṃsāra. Secondo la tradizione Sarvāstivāda e Mahāyāna il pratyekabuddha, non seguendo un "maestro" realizza la "Coproduzione condizionata" partendo dall'ultimo nidana (jarāmarana, la vecchiaia e la morte) risalendo verso il primo (avidyā, l'ignoranza).
Nelle altre lingue asiatiche pratyekabuddha viene reso come:
- in cinese 辟支佛 bìzhīfó;
- in giapponese 緣覺 engaku;
- in coreano 벽지불  pyŏkchi pul;
- in vietnamita bích chi phật;
- in tibetano rang-rgyal.